# Meister der weiblichen Halbfiguren

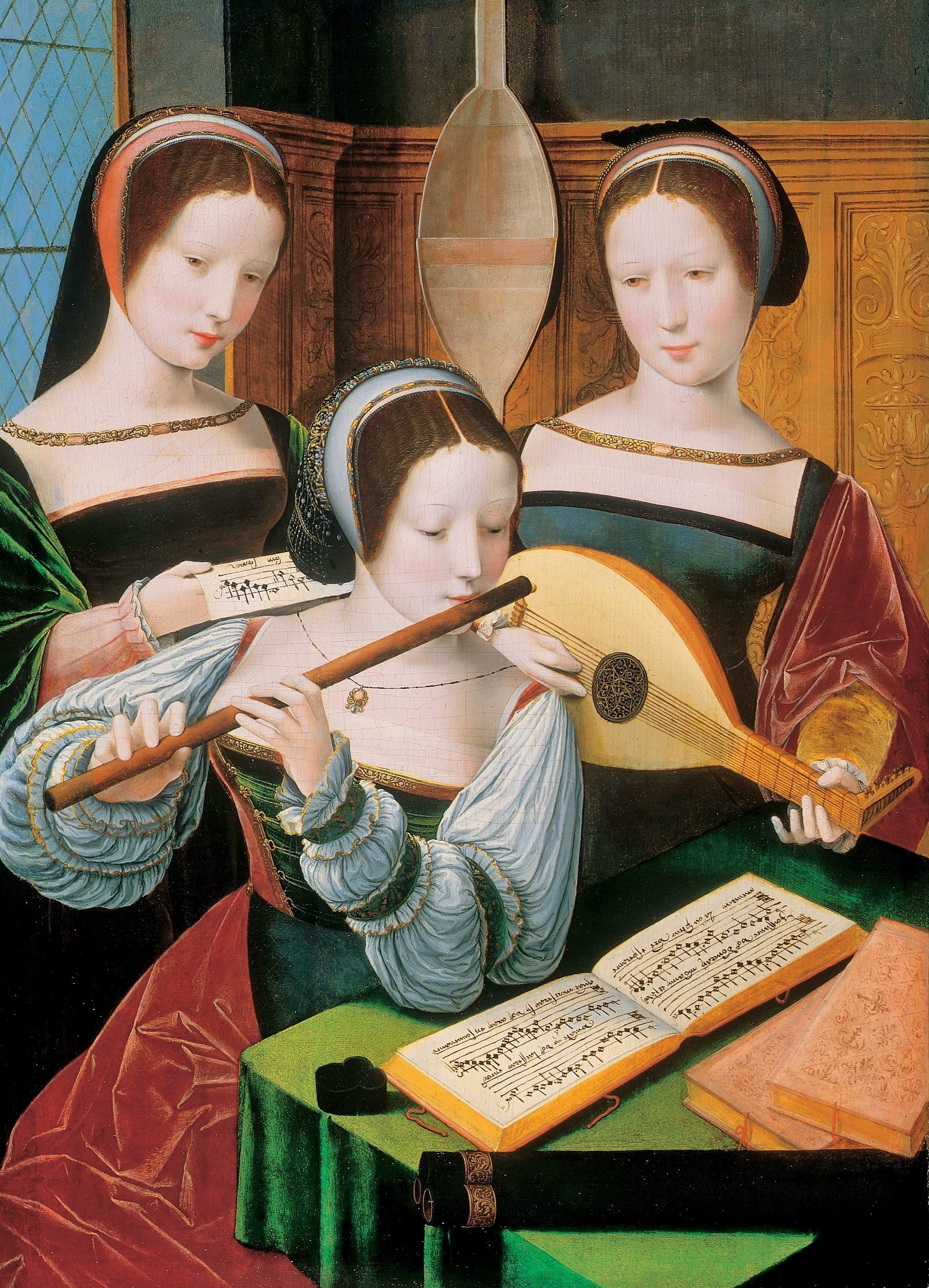
Drei musizierende Mädchen, ca. 1530 Schloss Rohrau, Graf Harrach’sche Familiensammlung

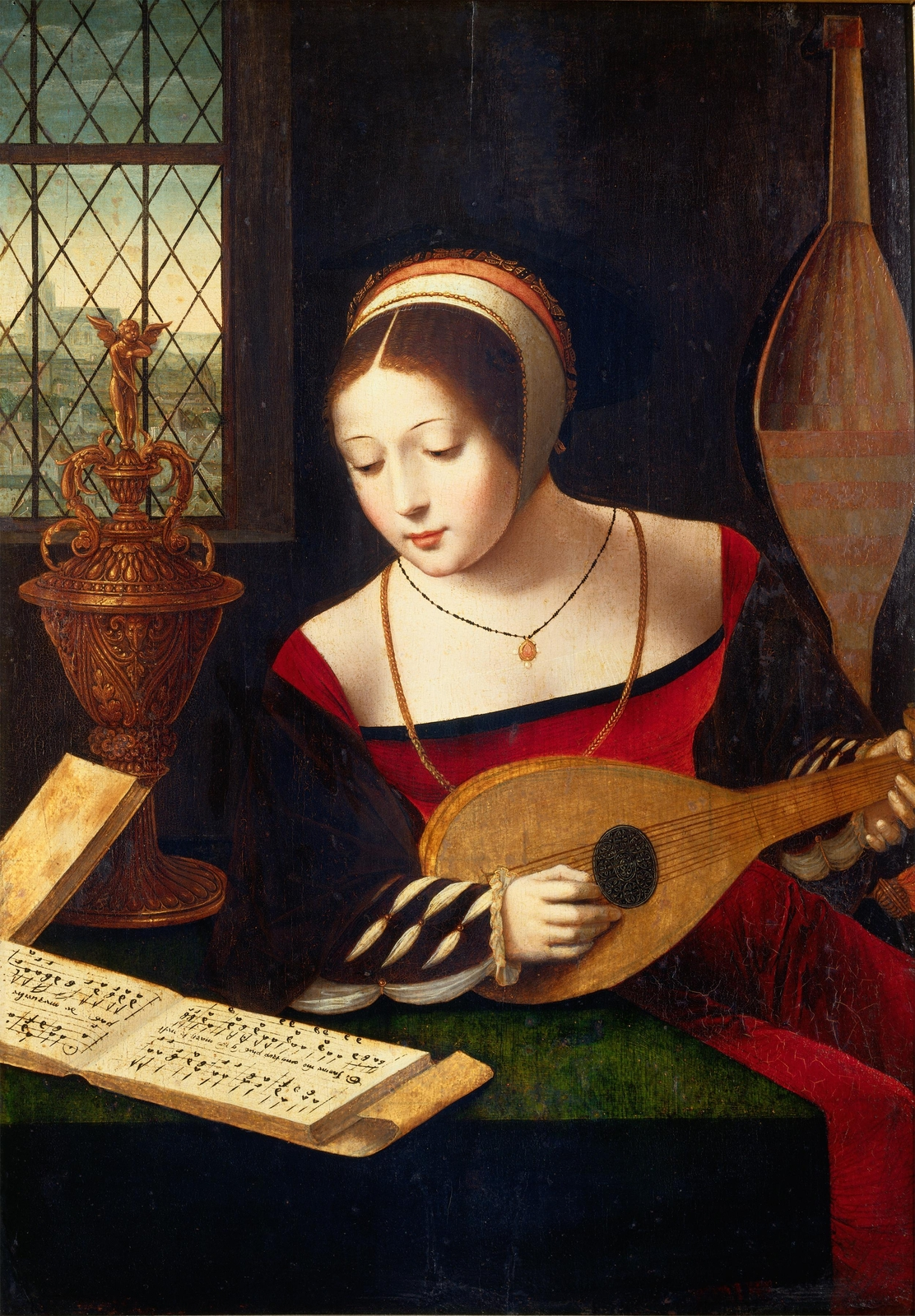
Die Lautenspielerin, 1520–1530, Galleria Sabauda

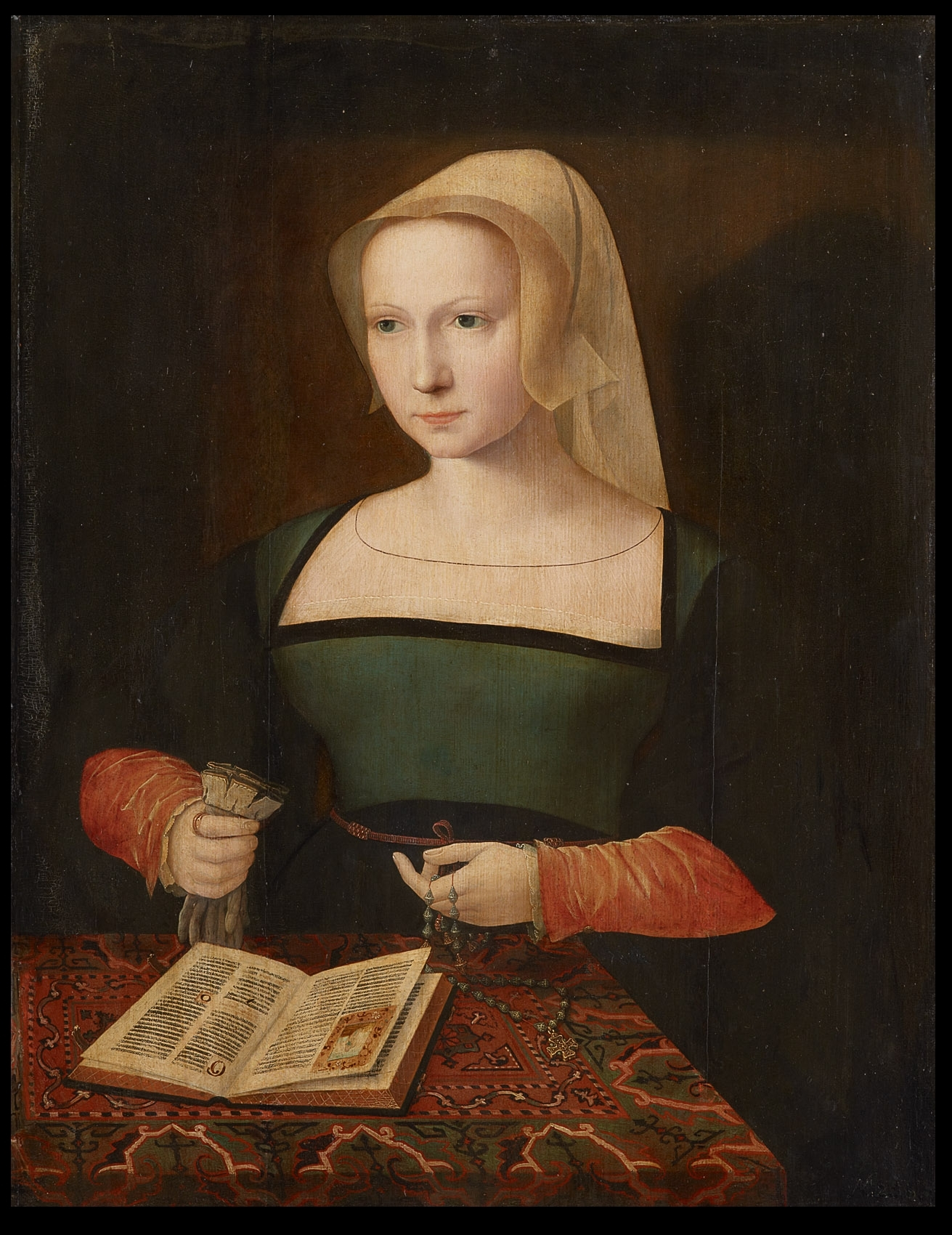
Bildnis einer jungen Frau, Kunsthistorisches Museum

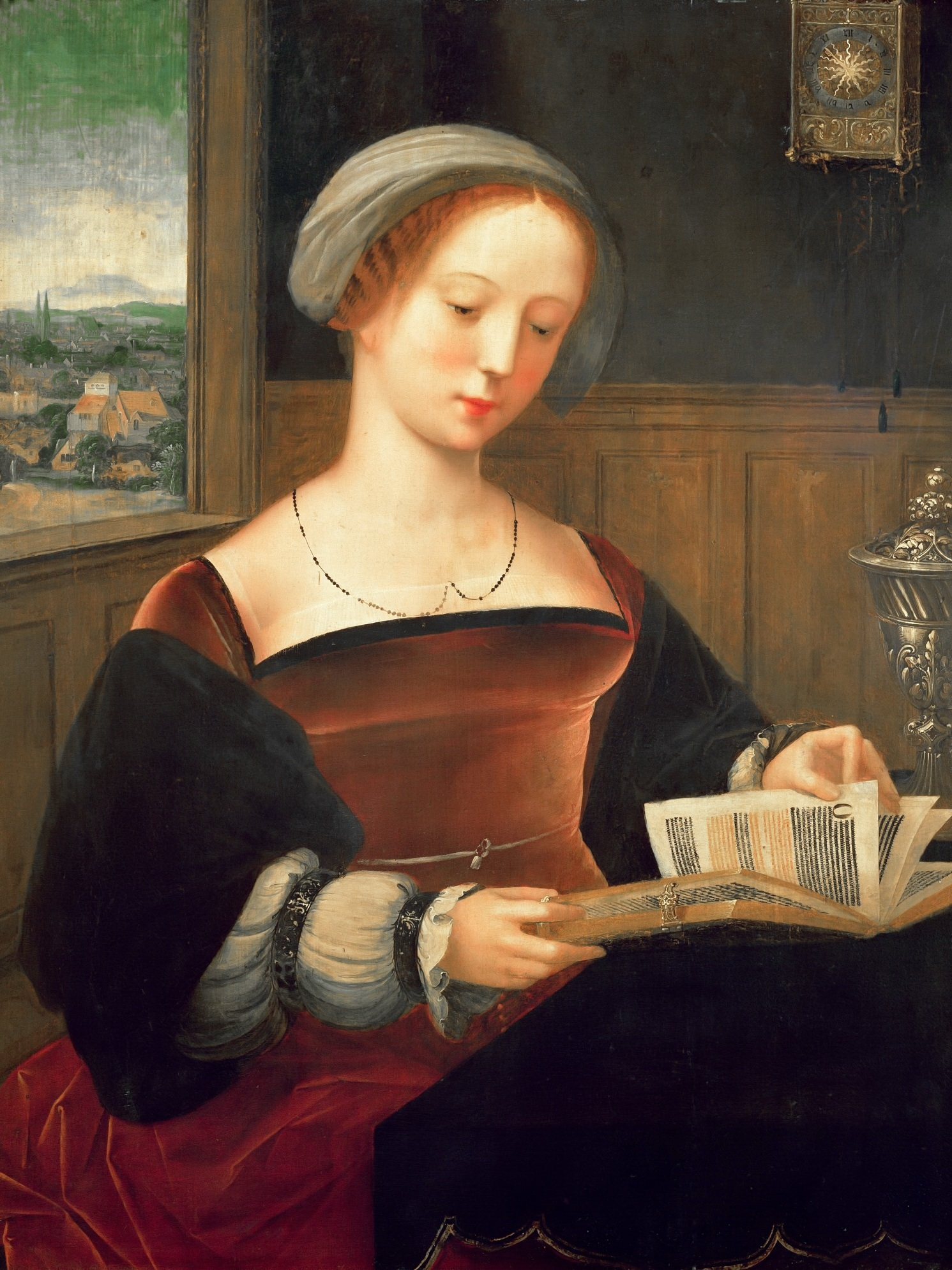
Lesende Maria Magdalena, 1500–1550, Louvre

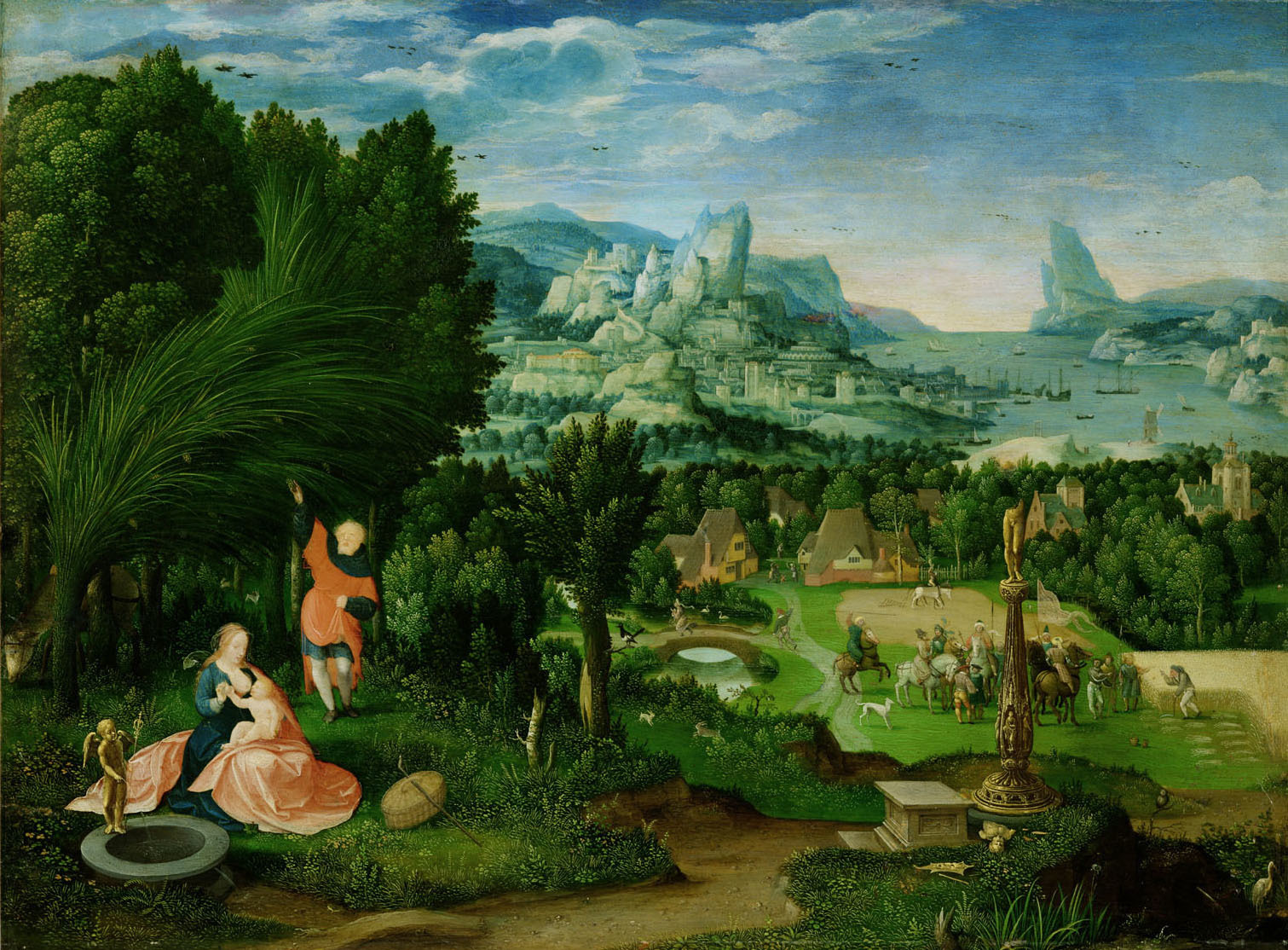
Landschaft mit der Ruhe auf der Flucht nach Ägypten, Kunsthistorisches Museum

Mit Meister der weiblichen Halbfiguren (englisch Master of the Female Half-Lengths) wird wahrscheinlich ein in der Renaissance zwischen 1525 und 1550 in den südlichen Niederlanden  vielleicht auch in Antwerpen tätiger Maler benannt. 

## Namensgebung
Der Notname des Meisters der weiblichen Halbfiguren leitet sich von den zahlreichen ihm zugeschriebenen, aber unsignierten Gemälden mit weiblichen Halbfiguren ab. Diese zeigen – meist als Einzelporträts – den Oberkörper von elegant gekleideten weiblichen Figuren mit „gefälligen“ Gesichtern, oft beim Lesen oder Musizieren. Eines der bekanntesten Bilder zeigt drei scheinbar musizierende Damen beim „Hauskonzert“.

## Stil
Die große Zahl der Porträts und das Festhalten an einem Konzept geben den Bildern nach Ansicht von Experten fast „industriellen Schematismus“. Durch die immer wieder wiederholte Komposition der Frauengestalten unterscheidet sich der Meister vom Stil eines Adriaen Isenbrant oder Ambrosius Benson. Jedoch stehen die dem Meister der weiblichen Halbfiguren zugeschriebenen religiösen Bilder der Arbeitsweise und dem Stil dieser beiden Zeitgenossen nahe. Man kann daraus schließen, dass der Meister auf der einen Seite – wie auch Benson – für kirchliche Auftraggeber in vielleicht traditioneller, für weltliche Auftraggeber dagegen noch mehr als Benson nach seinem eigenen, fast starren „Erfolgsrezept“ arbeitete. Eventuell arbeitete eine größere Werkstatt an den Bildern.

## Interpretation
Das weltliche Werk des Meisters der weiblichen Halbfiguren zeigt den Wandel der Motive in der Renaissance, die – im Gegensatz zum Mittelalter – nun typische Ereignisse und Szenen aus dem täglichen Leben des Menschen aus dem religiösen Umfeld und ausschnitthafter Schilderung zur Stärkung des christlichen Hauptmotives heraushebt. Das profane, das heißt rein weltliche Porträt wird ein eigenständiges Bild. Der Meister der weiblichen Halbfiguren ist in seiner Art somit fast ein „Genremaler“, indem er das wachsende Interesse an der diesseitigen Welt nutzt und eine gleichartige Reihe von Bildern für den Privatmarkt schafft.

## Werke (Auswahl)
- Bildnis einer jungen Frau. Wien, Kunsthistorisches Museum, Gemäldegalerie Inv. Nr. 998
- Drei musizierende Mädchen. St. Petersburg, Eremitage
- Drei musizierende Damen. Rohrau, Gemäldegalerie der Grafen Harrach,  W. F. 169
- Dame am Clavichord. Poznań, Muzeum Narodowe Nr. 115
- Kreuzabnahme mit Stiftern, 1501–1533. Münster, LWL-Museum für Kunst und Kultur (online)
- Neptun und Thetis (Neptun umarmt eine Nymphe). Berlin, Gemäldegalerie Staatliche Museen zu Berlin – Preußischer Kulturbesitz (Leihgabe)
- Venus und Amor. Berlin, Gemäldegalerie Staatliche Museen zu Berlin – Preußischer Kulturbesitz
- Die Hl. Maria Magdalena. Privatsammlung, ausgestellt in: Schatzhäuser Deutschlands – Kunst in adligem Privatbesitz. München, Haus der Kunst, November 2004 bis Februar 2005
- Die Hl. Maria Magdalena, lesend. Paris, Louvre, Dpt. des Peintures, INV 2156
- Landschaft mit Maria Magdalena. Dijon, Musée des Beaux-Arts
- Landschaft mit der Ruhe auf der Flucht nach Ägypten. Wien, Kunsthistorisches Museum, Gemäldegalerie Inv.-Nr. GG 950
- Die Versuchung des Heiligen Antonius, Dublin, National Gallery NGL 552

Werke sind auch in der Hamburger Kunsthalle ausgestellt.
Dem Meister werden auch einige Mariendarstellungen zugeschrieben, die sich heute in spanischen Museen befinden.
Einige dem Meister zugeschriebenen Mariendarstellungen gingen nach 1935 verloren und werden von der Koordinierungsstelle für Kulturgutverluste gesucht.